# برناردو غويلرمو
برناردو غويلرمو (بالهولندية: Bernardo Guillermo) هو مصمم أثاث ‏ هولندي، ولد في 17 يونيو 1977 في أوترخت في هولندا.